# Saint-Vaast-en-Cambrésis
 Saint-Vaast-en-Cambrésis  es una población y comuna francesa, en la región de Norte-Paso de Calais, departamento de Norte, en el distrito de Cambrai y cantón de Solesmes.

## Demografía
| 1198 | 1142 | 1050 | 915 | 902 | 863 |
| Para los censos de 1962 a 1999 la población legal corresponde a la población sin duplicidades (Fuente: INSEE [Consultar]) |      |      |     |     |     |